# Shimano Ultegra

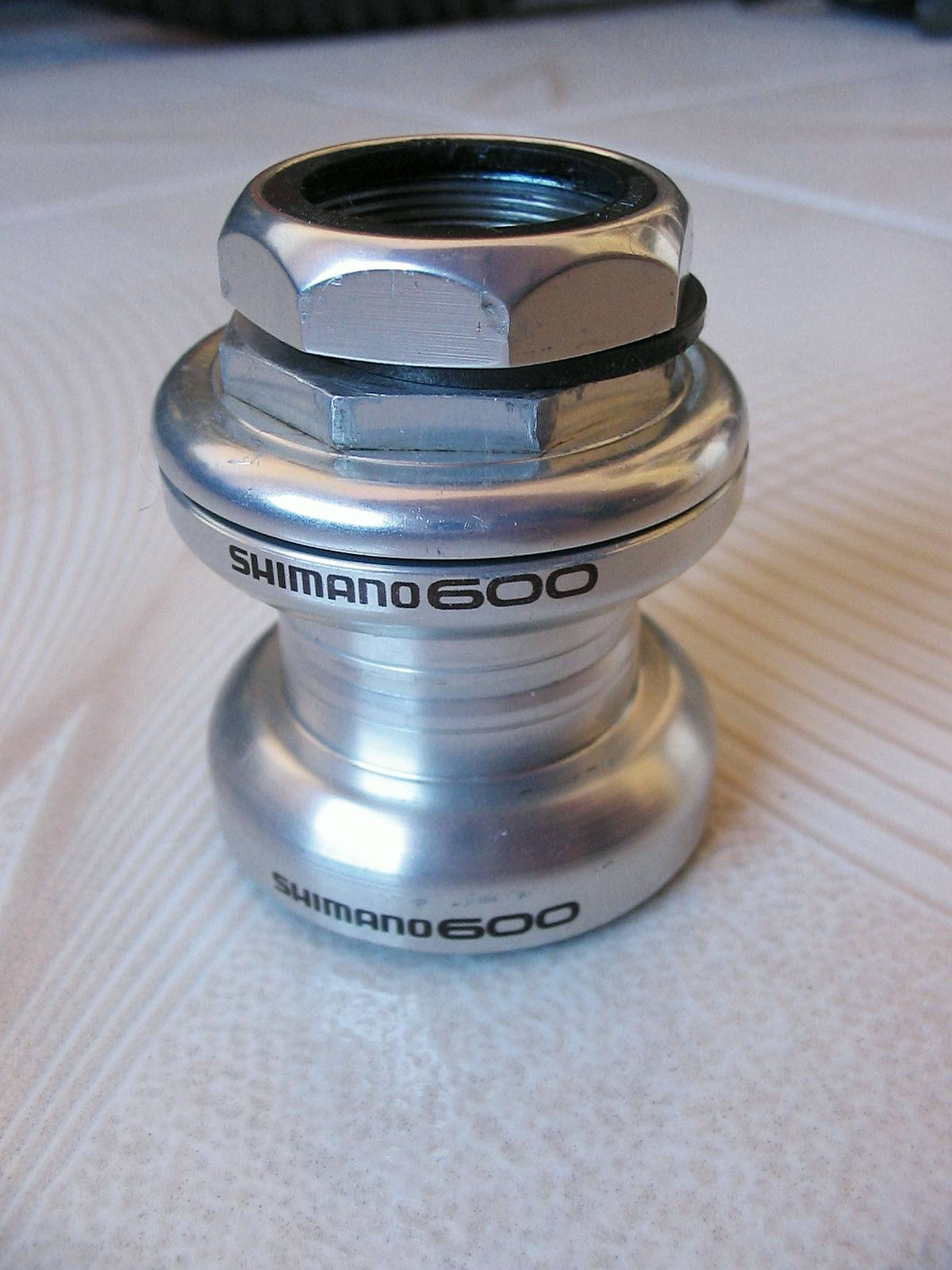
Stery nakręcane Shimano 600

Shimano Ultegra – grupa osprzętu szosowego japońskiego producenta Shimano. Od początku aż po dziś jest oferowana jako druga w hierarchii, zaraz za zawodniczą Dura-Ace.

## 600
Shimano wprowadziło grupę 600 w okolicach roku 1978, jako ekonomiczną, znacznie odbiegającą jakością oraz działaniem, odmianę Dura-Ace. W skład grupy oznaczonej początkowo jako xx-6000 wchodziły między innymi: pięciobiegowy nakręcany wolnobieg, manetki cierne, klasyczny suport a całość posiadała ciekawe barokowe wykończenie (wzorki, wycięcia itp).

## 600EX i 600AX
W roku 1982 została wprowadzona grupa 600EX (oznaczenie xx-62xx) i wyposażona w kilka nowych rozwiązań: wózek tylnej przerzutki miał tylko jedną płytkę (zewnętrzną), tylna piasta z bębenkiem i prawym łożyskiem przesuniętym znacznie na zewnątrz w porównaniu z dotychczasowymi piastami pod wolnobiegi nakręcane, kasety 5 lub 6-rzędowe, koronki z poskręcanymi zębami (system UG) ułatwiającymi zmianę biegów. Równocześnie Shimano wprowadziło "aerodynamiczna" odmianę grupy - 600AX, która oprócz wcześniej wspomnianych rozwiązań miała kilka innych: nacięte kołnierze piast tak, że wszystkie szprychy były zewnętrznymi; metalową, zagiętą rurkę przy wejściu linki do tylnej przerzutki, co spełniało taką sama funkcję jak obecne Di.R.T. SRAMa lub kółko Avida; klamki hamulcowe umożliwiające prowadzenie pancerzy pod owijką; niespotykane wcześniej ani później szczęki hamulcowe, w których linka od góry ciągnęła trójkątny element rozpierający ramiona; mocowanie korb na śrubę imbusową 8 mm, którą można było jednocześnie ściągać ramiona (dziś to rozwiązanie wróciło ponownie); pedały z niespotykanym jednocalowym gwintem. W "standardowej" grupie 600 (xx-61xx) w tym czasie wiele się nie zmieniło oprócz dodatkowych hamulców cantilewer.

## Nowa 600EX
W okolicach roku 1986 Shimano wprowadziło tzw. "New 600EX" (xx-6208), która zastąpiła wszystkie poprzednie wersje 600. Znajdował się w niej nowy, ulepszony mechanizm bębenka, tylna przerzutka ze skośnym (czarnym) pantografem, indeksowane sześciobiegowe manetki, bardziej eleganckie szczęki hamulcowe i ramiona korb - ogólnie całość była wykonana lepiej i tak też reklamowana.

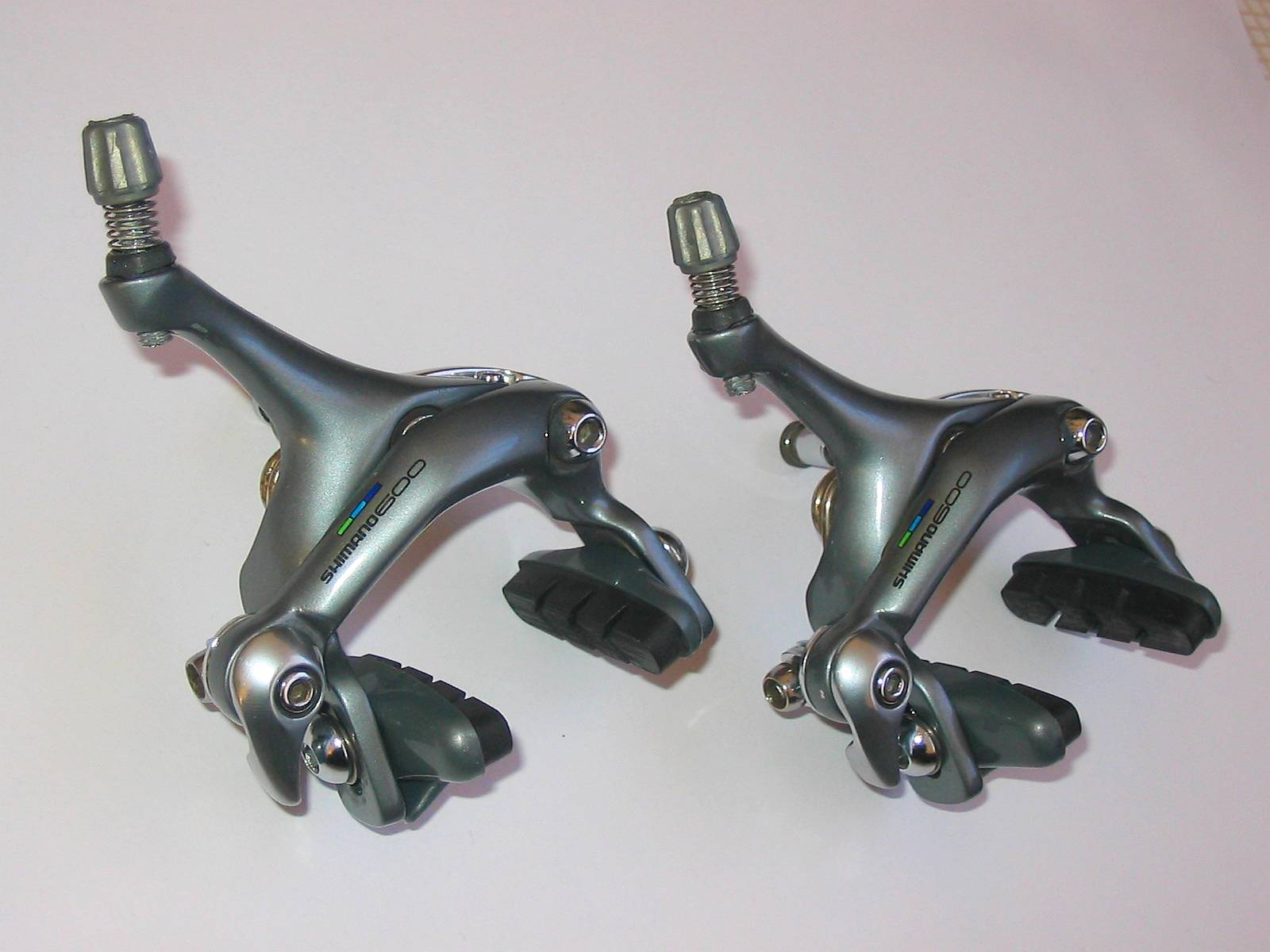
Szczęki hamulcowe Shimano 600

## 600 Ultegra
Kolejne wcielenie przyszło w roku 1988, kiedy to cała grupa została całkowicie przeprojektowana, dostała siedmiorzędowe kasety oraz nową nazwę: 600 Ultegra i oznaczenie xx-6400. W tej grupie dostępne były korby z owalnymi zębatkami Biopace, koronki kasety z systemem HyperGlide (HG), manetki mocowane na końcówki kierownicy przeznaczonej do jazdy na czas. Później, w roku 1991 doszły dwuosiowe szczęki hamulcowe (model BR-6403) a w roku kolejnym zintegrowane klamkomanetki STI a cała grupa przeszła na 8 biegów. 600 Ultegra uchodzi za jedną z najlepszych grup szosowych i była produkowana przez wiele lat.

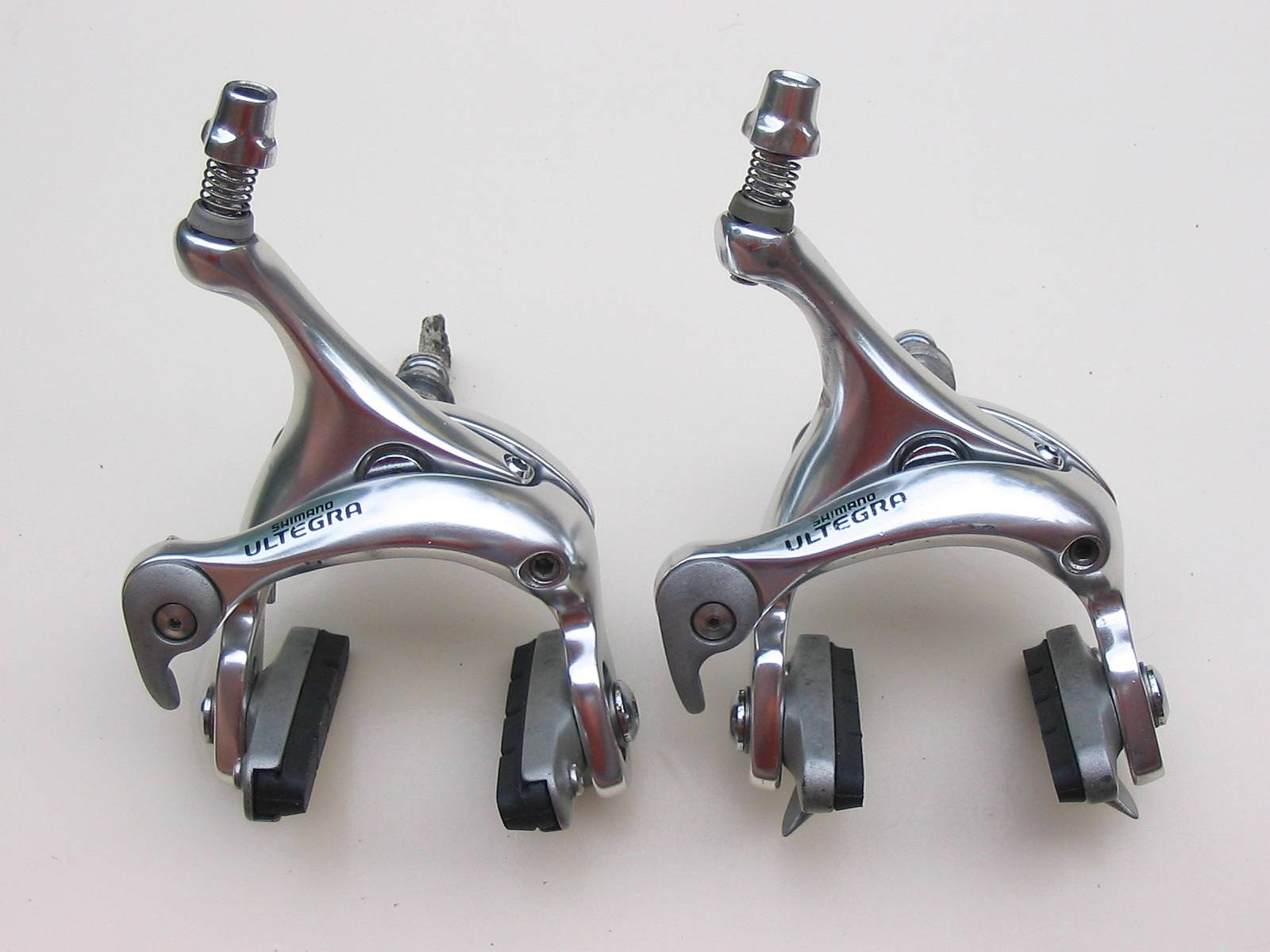
Dwuosiowe szczęki hamulcowe Shimano Ultegra

## Ultegra
W roku 1998 ostatecznie pożegnano się z "600" w nazwie i odtąd grupa nazywała się po prostu Ultegra. Całość została ponownie przeprojektowana otrzymując nowe oznaczenie xx-6500, 9 biegów z tyłu, dodatkowe uszczelki w piastach, oś na wielowypust w suporcie, węższy łańcuch, koronki kasety łączone aluminiowym pająkiem, dodatkową wersję grupy z napędem 3x9 (xx-6503) wyposażoną w trzyrzędowy mechanizm korbowy, pedały zatrzaskowe SPD-R oraz zestaw kół szosowych.

## Ultegra (II generacja)
Grupa została po raz kolejny całkowicie wymieniona w roku 2005, choć nazwa pozostała. Nowościami były: 10-rzędowa kaseta, nowe korby zintegrowane z suportem (Hollowtech II), bardziej ergonomiczne klamkomanetki, piasty o grubszych korpusach oraz jeszcze węższy łańcuch. Komponenty nosiły oznaczenia xx-6600.